# Penthigrampta waoraniorum
Penthigrampta waoraniorum är en insektsart som beskrevs av Dietrich och Rakitov 2002. Penthigrampta waoraniorum ingår i släktet Penthigrampta och familjen dvärgstritar. Inga underarter finns listade i Catalogue of Life.